# セルゲイ・ノヴィコフ (柔道)
セルゲイ・ペトロヴィチ・ノヴィコフ（ウクライナ語: Сергі́й Петро́вич Но́віков, ラテン文字転写: Serhiy Petrovych Novikov、1949年12月15日 - 2021年4月16日）は、1976年のモントリオールオリンピックの柔道重量級にソビエト連邦代表として出場、金メダルを獲得したウクライナの柔道家。ロシアのモスクワ出身。身長192cm。体重120kg。

## 人物
柔道の重量級の歴史において特筆すべき実力、実績を有している選手の一人であるにもかかわらず、あまり言及されることのない選手である。ミュンヘンオリンピックで優勝したウィレム・ルスカの後継チャンピオン候補選手としてヨーロッパで注目されはじめ、オリンピック後事実上現役引退したルスカに代わりヨーロッパで第一人者となる。1975年の世界選手権では日本の遠藤純男に注意ポイントを取られて2位に終わるものの、翌年のモントリオールオリンピックでは初戦でその遠藤に優勢勝ちした勢いで優勝を果たす。長身（192cm 120kg)からの素早い仕掛けによる大外刈が得意技。また返し技も強烈であった。なおノヴィコフの選手生活晩年に対戦することのあった全盛期の山下泰裕はノヴィコフに2度勝っているものの、判定及び注意による優勢勝ちにとどまった。
前人未踏のオリンピック柔道最重量クラス２階級制覇のウィレム・ルスカと同じく、いわゆるポイント優先の欧州柔道ではなく日本型柔道の選手と評された。

## 主な戦績
(階級表記のない大会は全て重量級ないしは95kg超級での成績)
- 1970年 - ヨーロッパ選手権　無差別　3位
- 1972年 - ポーランド国際　優勝
- 1972年 - ヨーロッパ選手権　無差別　3位
- 1973年 - ヨーロッパ選手権　無差別　優勝
- 1973年 - 世界選手権　3位
- 1974年 - ヨーロッパ選手権　無差別　優勝
- 1974年 - オーストリア国際　3位
- 1975年 - ヨーロッパ選手権　2位
- 1975年 - プレオリンピック大会　優勝
- 1975年 - 世界選手権　2位
- 1976年 - ヨーロッパ選手権　優勝
- 1976年 - モントリオールオリンピック　優勝
- 1977年 - オランダ国際　2位
- 1978年 - ソ連国際　2位
- 1978年 - ヨーロッパ選手権　3位
- 1979年 - プレオリンピック大会　95kg超級　優勝　無差別　2位
- 1980年 - ヨーロッパ選手権　無差別　3位
- 1980年 - モスクワオリンピック　無差別　5位